# Goya Toledo
Gregoria Micaela Toledo Machín, (Arrecife, Lanzarote, Canarias, 24 de septiembre de 1969) más conocida como Goya Toledo, es una actriz española. 

## Biografía
Ejerció temporalmente como modelo durante seis meses para pagar sus clases de arte dramático pero no se considera como tal. Estudió interpretación en la escuela de Cristina Rota.
En 1999 es nominada al Premio Goya a la mejor actriz revelación por la película Mararía.
Entre sus primeros trabajos está su participación en el vídeo musical de Joaquín Sabina titulado Y nos dieron las diez.
Cobra fama en México por su papel de "Valeria", uno de los personajes protagonistas de la cinta Amores perros en el año 2000, dirigida por Alejandro González Iñárritu.
En octubre de 2009 se incorporó al reparto de la serie Los hombres de Paco de Antena 3. También trabajó en el programa Al Ataque de Alfonso Arús en 1992.

## Filmografía

### Cine
| Año  | Película                   | Personaje        | Director                    |
| ---- | -------------------------- | ---------------- | --------------------------- |
| 1995 | Dile a Laura que la quiero | Eva              | José Miguel Juárez          |
| 1996 | Diario de un amor violado  | Sonia            | Giacomo Battiato            |
| 1996 | Más allá del jardín        | Teresa           | Pedro Olea                  |
| 1998 | Mararía                    | Mararía          | Antonio José Betancor       |
| 2000 | Amores perros              | Valeria          | Alejandro González Iñárritu |
| 2000 | Die fremde                 | Mercedes         | Götz Spielmann              |
| 2002 | La caja 507                | Mónica Vega      | Enrique Urbizu              |
| 2003 | Nudos                      | Silvia           | Lluís María Güell           |
| 2003 | Palabras encadenadas       | Laura            | Laura Mañá                  |
| 2004 | Un día sin fin             | Rita             | Giulio Manfredonia          |
| 2004 | Fuera del cuerpo           | Bárbara Julia    | Vicente Peñarrocha          |
| 2005 | Bailando chachacha         | Alicia           | Manuel Herrera              |
| 2005 | Somne                      | Andrea           | Isidro Ortiz                |
| 2007 | El último justo            | Victoria         | Manuel Carballo             |
| 2007 | Las 13 rosas               | Carmen Castro    | Emilio Martínez Lázaro      |
| 2008 | Rivales                    | Maribel          | Fernando Colomo             |
| 2008 | Los años desnudos          | Lina             | Dunia Ayaso Félix Sabroso   |
| 2008 | Sandrine nella pioggia     | Giuliana         | Tonino Zangardi             |
| 2010 | Planes para mañana         | Inés             | Juana Macías                |
| 2011 | Amigos...                  | Carolina         | Marcos Cabotá y Borja Manso |
| 2011 | Maktub                     | Mari Luz         | Paco Arango                 |
| 2014 | Marsella                   | Virginia         | Belén Macías                |
| 2015 | Hablar                     | La chica anuncio | Joaquín Oristrell           |
| 2015 | El desconocido             | Marta            | Dani de la Torre            |
| 2016 | Acantilado                 | Santana          | Helena Taberna              |
| 2023 | La Fortaleza (2023)        | Mónica           | Chiqui Carabante            |
| 2024 | Culpa tuya                 | Anabel           | Domingo González            |

### Televisión
| Año         | Serie                                        | Cadena      | Personaje              | Episodios    |
| ----------- | -------------------------------------------- | ----------- | ---------------------- | ------------ |
| 1993 - 1994 | Los ladrones van a la oficina                | Antena 3    |                        | 6 episodios  |
| 1993 - 1994 | Encantada de la vida                         | Antena 3    | Performer              | 4 episodios  |
| 1994 - 1996 | Hermanos de leche                            | Antena 3    |                        | 6 episodios  |
| 1995        | Mar de dudas                                 | La 1        | Silvia Arjona          | 2 episodios  |
| 1997        | Blasco Ibáñez, la novela de su vida          | La 1        | Carmen                 | 2 episodios  |
| 2006        | La contessa di Castiglione                   | RAI 1       | Imperatrice Eugenia    | Telefilme    |
| 2009        | Películas para no dormir': Adivina quién soy | Telecinco   | Ángela Espinosa        | 1 episodio   |
| 2009        | Acusados                                     | Telecinco   | Beatriz Montero        | 13 episodios |
| 2010        | Los hombres de Paco                          | Antena 3    | Reyes Sánchez Bilbao   | 13 episodios |
| 2011        | Mentes en shock                              | Fox Channel | Charo Ríos             | 13 episodios |
| 2019        | La sala                                      | FORTA       | Lola Solozábal         | 8 episodios  |
| 2019        | Berko, el arte de callar                     | Fox Channel | Lara Eyzaguirre        | 4 episodios  |
| 2020        | Veneno                                       | Atresplayer | Madre de Valeria Vegas | 4 episodios  |
| 2023        | Vestidas de azul                             | Atresplayer | Madre de Valeria Vegas | ¿? episodios |

## Premios y candidaturas
Medallas del Círculo de Escritores Cinematográficos
| Año  | Categoría               | Película | Resultado |
| ---- | ----------------------- | -------- | --------- |
| 2011 | Mejor actriz secundaria | Maktub   | Ganadora  |

Premios Goya
| Año  | Categoría                                | Película | Resultado |
| ---- | ---------------------------------------- | -------- | --------- |
| 2014 | Mejor interpretación femenina de reparto | Marsella | Candidata |
| 2011 | Mejor interpretación femenina de reparto | Maktub   | Candidata |
| 1998 | Mejor actriz revelación                  | Mararía  | Candidata |

2009
- Premio GQ a la Mejor actriz por Acusados.[7]

2010
- Premio 'Maja de los Goya de Carrera y Carrera' a la Actriz más elegante y glamourosa de la gala de Premios Goya 2010.[8]